# Delilah (Florence and the Machine)
Delilah è un singolo del gruppo musicale britannico Florence and the Machine, il quarto estratto dal terzo album in studio How Big, How Blue, How Beautiful e pubblicato il 20 novembre 2015.
Il brano è stato trasmesso per la prima volta in anteprima da Annie Mac per l'emittente radiofonica BBC Radio 1 il 19 maggio dello stesso anno.

## Accoglienza
Secondo Jon Blistein di Rolling Stone, Delilah comincia in modo sparso, con il botta e risposta multi-traccia di Florence Welch insieme a un piano e dei sintetizzatori.

## Tracce
1. Delilah – 4:53 (Florence Welch, Isabella Summers)

Download digitale – Remixes
1. Delilah (Galantis Remix) – 5:37
2. Delilah (Galantis Remix / Radio Edit) – 4:11

## Formazione
Informazioni tratte dalle note dell'album How Big, How Blue, How Beautiful.
Florence and the Machine
- Florence Welch – voce, cori, composizione
- Chris Hayden – batteria, percussioni
- Mark Saunders – basso
- Isabella Summers – composizione

Personale aggiuntivo
- Leo Abrahams – chitarra elettrica
- Robin Baynton – organo, piano, ingegneria
- Craig Silvey – missaggio
- Eduardo de la Paz – assistenza missaggio
- Markus Dravs – produzione
- Ted Jensen – masterizzazione
- Pete Prokopiw – programmazione

## Classifiche
| Classifica (2015)         | Posizione massima |
| ------------------------- | ----------------- |
| Australia                 | 41                |
| Belgio (Fiandre)          | 31                |
| Francia                   | 89                |
| Regno Unito               | 102               |
| Stati Uniti (alternative) | 30                |
| Stati Uniti (rock)        | 15                |